# Similosodus signatus
Similosodus signatus är en skalbaggsart som först beskrevs av Stefan von Breuning 1939.  Similosodus signatus ingår i släktet Similosodus och familjen långhorningar.
Artens utbredningsområde är Filippinerna. Inga underarter finns listade i Catalogue of Life.